# Fortezza (virtù)

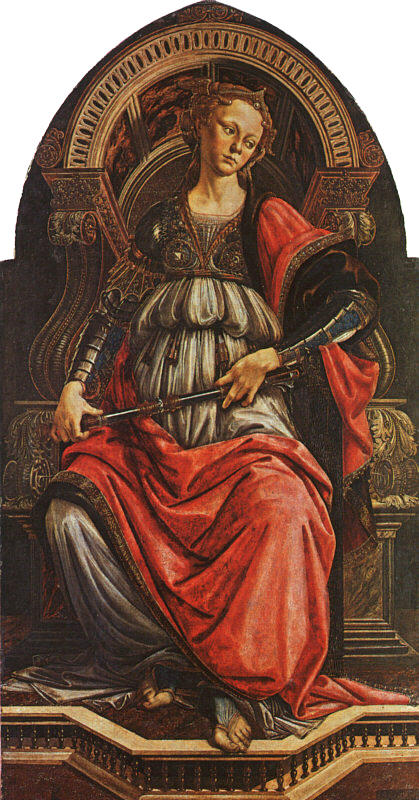
La Fortezza, dipinto di Sandro Botticelli (Galleria degli Uffizi, Firenze)

La fortezza (in greco antico: ἀνδρεία?, andrèia; in latino fortitudo) è una virtù che assicura, nelle difficoltà, la fermezza e la costanza nella ricerca del bene.

## Etimologia e differenze
Il sintagma deriva dal latino fortis, "forte": l'etimo copre i due concetti di “vigore fisico” ed “energia mentale”, ma in filosofia ed in teologia indica la virtù di chi sopporta, respinge e supera le grandi difficoltà che si oppongono o impediscono la «realizzazione morale del bene secondo l'ordine della ragione»; per questo, è più assimilabile ad uno sviluppo del secondo significato, nel senso che porta al coraggio. 
Al contrario, il primo significato descrive l'uomo che respinge e vince gli attacchi fisici: un senso nel quale la forza fisica può comportare l'impiego della violenza, concetto totalmente estraneo a questa virtù.

## Dottrina filosofica
Platone tratta della definizione della fortezza nel suo dialogo Lachete; tale definizione venne riconosciuta in ambito della dottrina cristiana a partire dagli studi e della predicazione di Sant'Ambrogio.

## Arte
Alla fortezza sono state dedicate numerose opere d'arte figurativa e anche composizioni musicali, come l'oratorio Le gare della fortezza e dell'umiltà di Clemente Monari (rappresentato per la prima volta nel 1728 a Forlì). Fra i dipinti, invece, si ricordano:
- Fortezza di Giotto
- Fortezza di Botticelli.